# Iwanowo (gmina)
Iwanowo (bułg. Община Иваново) – gmina w północnej Bułgarii, w obwodzie Ruse.

## Miejscowości
Miejscowości wchodzące w skład gminy Iwanowo:
- Bożiczen (bułg. Божичен),
- Cerowec (bułg. Церовец),
- Czerwen (bułg. Червен),
- Iwanowo (bułg. Иваново) – siedziba gminy,
- Koszow (bułg. Кошов),
- Krasen (bułg. Красен),
- Meczka (bułg. Мечка),
- Nisowo (bułg. Нисово),
- Pirgowo (bułg. Пиргово),
- Swalenik (bułg. Сваленик),
- Sztryklewo (bułg. Щръклево),
- Tabaczka (bułg. Табачка),
- Trystenik (bułg. Тръстеник).